# Joué-du-Bois
Joué-du-Bois – miejscowość i gmina we Francji, w regionie Normandia, w departamencie Orne.
Według danych na rok 1990 gminę zamieszkiwało 391 osób, a gęstość zaludnienia wynosiła 19 osób/km² (wśród 1815 gmin Dolnej Normandii Joué-du-Bois plasuje się na 517. miejscu pod względem liczby ludności, natomiast pod względem powierzchni na miejscu 116.).